# Hans Sarpei
Hans Adu Sarpei (født 28. juni 1976 i Tema, Ghana) er en tidligere ghanesisk fodboldspiller, der spillede som defensiv midtbanespiller. Han nåede at optræde for klubber som Fortuna Köln, MSV Duisburg, VfL Wolfsburg, Bayer Leverkusen samt Schalke 04. Han har gennem sin senior karriere kun optrådt for tyske klubber.

## Landshold
Sarpei nåede at spille 36 kampe og score ét mål for Ghanas landshold, som han debuterede for tilbage i år 2000. Han har efterfølgende to gange repræsenteret sit land ved African Nations Cup, ligesom han var med ved 2006 og VM i 2010.